# Neon Genesis Evangelion: la fi
Neon Genesis Evangelion: la fi (The End of Evangelion) (新世紀エヴァンゲリオン劇場版 Air/まごころを、君に, Shin Seiki Evangerion Gekijō-ban: Air/Magokoro o, Kimi ni) és una pel·lícula d'anime japonesa feta el 1997. Va ser escrita i dirigida per Hideaki Anno juntament amb Kazuya Tsurumaki. La pel·lícula va posar fi a l'anime Evangelion, fins que s'anuncià el 2006 la nova sèrie de pel·lícules Rebuild of Evangelion que serà un remake de la sèrie en forma de tetralogia.
El final d'aquesta sèrie va disgustar a un ampli sector dels seguidors, que es van queixar per la quantitat d'incògnites sense resoldre, i per ser excessivament filosòfic i introspectiu. Això va donar lloc que es realitzaran dues pel·lícules Evangelion: Death and Rebirth, (recopilatori i resum de la sèrie), i aquesta mateixa, per completar respectivament als capítols 25 i 26.
La pel·lícula es divideix en dos episodis d'uns 45 minuts: Episodi 25': L'amor és destructiu ("Air (Aire)" en la versió japonesa) i Episodi 26': UN ALTRE FINAL: Et necessito (My Purest Heart for You (De tot cor per tu) (ま ごころ を, 君 に, Magokoro o, ni kimi) en la versió japonesa). Poden ser considerats com un final alternatiu a la sèrie o un final més detallat, que passa al "món real" a diferència de la sèrie en què els dos últims episodis (25 i 26), ocorren gairebé tot en la ment dels personatges principals (a causa de falta de temps i restriccions del pressupost quan es feia la sèrie original). Gainax va proposar originalment que la pel·lícula rebés el títol "Evangelion: Rebirth 2".
Durant l'emissió de la pel·lícula, es va oferir per la quantitat de 800 iens The Red Cross Book fet especialment per Gainax per justificar el perquè d'aquestes dues pel·lícules (a més de contenir les respostes a diversos dubtes que van quedar sense resoldre al llarg de la sèrie).
La pel·lícula va emetre's per primer cop el 18 de novembre del 2005 a El 33, i es va tornar a emetre el 6 de maig de 2011 al canal 3XL.

## Argument

### Evangelion: la fi Capítol 25': "Aire / L'amor és destructiu"
En Shinji Ikari es culpa per la mort d'en Kaworu Nagisa davant d'una devastada Tòquio-3. Mentrestant, en Gendō Ikari i en Kozo Fuyutsuki s'oposen al "Projecte de Complementació Humana" que "SEELE" vol posar en marxa, però SEELE decideix prescindir-ne, i els aparta del projecte.
En Shinji visita l'Asuka Sōryū Langley a l'hospital, on es troba inconscient, en depressió i desnutrició a causa de l'atac de l'àngel Arael, i li demana que l'ajudi. La noia no reacciona, tot i que en Shinji la sacseja i li crida, però no n'obté resposta.
La Misato Katsuragi hackeja l'ordinador del NERV i es troba que s'ha descobert que la humanitat ja no pot evolucionar més. També descobreix que els éssers humans són descendents de l'àngel Lilith, i el que sónen realitat. Davant d'això, SEELE decideix atacar directament, fent que el govern japonès envaeixi militarment el Geofront.
Una vegada que les tropes japoneses han penetrat en el complex, la Misato ordena que l'Asuka sigui portada dins de l'EVA-02 i sigui llançada a la superfície, quedant aquesta sota el llac del GeoFront. L'Asuka, un cop a l'EVA-02, sosté una lluita interior, de la qual treu la conclusió que no desitja morir. Un cop es desperta del coma, comença a barallar-se contra les forces japoneses. SEELE, en veure que no poden destruir l'EVA-02, decideixen tallar el cable umbilical de l'EVA-02, deixant-la amb només cinc minuts d'autonomia, i envien les EVAs del 05 al 13, que a diferència dels EVAs del GeoFront, no necessiten font externa d'energia, ni pilot. La Sèrie EVA (del 05 al 13) aterra al voltant del EVA-02 i l'Asuka els pretén destruir. Un d'ells es llança amb la seva arma contra l'Asuka, que pretén aturar amb el seu camp AT. Encara que sembla que ha guanyat abans que se li acabi el temps, en l'últim moment l'arma es converteix en una llança de Longinus, única arma física que pot travessar aquest camp, i és aconseguida per aquesta, que li travessa l'ull esquerre.
Mentrestant, en Shinji és portat a l'EVA-01 per la Misato. Ella rep un tret d'un grup de soldats. La Misato s'acomiada recordant-li que a partir d'aquest moment ell seria qui prendria les decisions.
Donada l'elevada sincronització entre l'EVA-02 i la seva pilot, l'Asuka reaccionar, però en aquest mateix instant l'energia de l'EVA-02 s'acaba. Llavors la Sèrie EVA, sorprenentment tots encara vius, destrosen l'EVA-02.
En Shinji ja amb l'EVA-01, sent ira quan observa que la Sèrie EVA ha destrossat l'EVA-02 i en imaginar-se que l'Asuka ha d'estar morta l'EVA-01 reacciona, trenca els seus limitadors i allibera diverses ales vermelles de l'esquena.

### Evangelion: la fi Capítol 26': "De tot cor per tu / UN ALTRE FINAL: Et necessito"
En Shinji no aconsegueix fer res, perquè apareix una enorme creu vermella al Geo-Front i l'EVA-01 s'eleva enmig d'un tornado amb quatre ales. La llança de Longinus torna a la Terra a gran velocitat, aturant-se davant la gola de l'EVA-01. L'EVA-01 i la sèrie EVA fan la formació del Sefirot, donant inici al "Tercer Impacte".
Mentrestant, en Gendo es troba amb la Rei davant de l'àngel Lilith, i li ordena que iniciï la seva pròpia versió del Tercer Impacte amb la intenció d'atorgar-li el poder a en Shinji. En aquest moment Lilith se separa de la creu en la qual estava clavat, es metamorfosa, cau la màscara i es converteix en un ésser gegant amb l'aspecte de la Rei.
La llança de Longinus travessa l'EVA-01, i a la vegada la Rei gegant (Lilith) va cap a l'EVA-01. L'ésser adopta l'aspecte d'en Kaworu Nagisa, i en Shinji entra en una mena de trànsit, durant el qual es mostren alguns records del jove. Al final dels records, es troba a casa de la Misato amb aquesta i l'Asuka. Aleshores, després d'uns esdeveniments, comença pròpiament el Tercer Impacte.
Tota la Terra es cobreix llavors de milions de creus i tots els éssers humans van dissolent-se en "LCL", pel fet que els seus "camps AT" (recinte que tanca l'ànima) es trenquen. A totes les persones del món se'ls apareix un fantasma de la Rei, que adopta formes agradables per a ells. En el moment en què els toca, el seu cos es dissol.
SEELE celebra que hagi passat el Tercer Impacte i un a un tots els monòlits van apagant-se pel fet que les respectives persones a les que simbolitzen es desfan.
L'EVA-01 es troba dins de la Rei i pot veure davant dels seus ulls com totes les ànimes van nedant. La Rei li deixa triar entre la Humanitat en un estat superior (objectiu del "Projecte de Complementació Humana) en què no hi ha individualitat, però la gent és feliç com a part del tot o el món que ell coneix, amb les persones separades, cadascuna en els seus propis cossos.
En primer lloc, el patiment emocional i la solitud d'en Shinji l'indueixen a acceptar aquesta nova forma, en la creença que no podrà mai trobar la felicitat en el món real, però reconeix després d'una sèrie de monòlegs i viatges mentals que cal viure amb els altres per experimentar tant l'alegria com el dolor. Acaba arribant a la conclusió que és millor viure en cossos separats, perquè malgrat els seus defectes és això el que els fa humans, i fa marxa enrere al Tercer Impacte, sortint al costat del seu EVA-01 de la Rei, per un dels seus gegantins ulls.
Aleshores la Rei es trenca, el Tercer Impacte ha fracassat.

### Dedicatòria de Hideaki Anno
Després dels crèdits dels dos episodis (i amb això els de tota la pel·lícula), apareix una placa d'agraïments per Hideaki Anno:
| «             | この シャシン を 再び 終局 へ と 導い て くれた スタッフ, キャスト, 友人, そして 5 人 の 女性 達 に 心 より 感謝 いたします. ありがとうございました 。 | » |
| — 庵 野 秀 明 | |   |

Que es tradueix com:
| «              | Desitjo expressar, des del fons del meu cor, els meus més profunds agraïments a tot l'equip, elenc, amics i especialment a cinc joves dames qui van ajudar a concloure aquesta pel·lícula una vegada més. Moltes Gràcies | » |
| — Hideaki Anno | |   |

## Anàlisi
Evangelion és una de les obres més reconegudes de l'anime i manga japonès, però ha deixat a milions de persones grans dubtes i interrogants, i és que el més impressionant d'això és que la sèrie ha estat basada en els Manuscrits de la mar Morta, llibres reals però el contingut no ha estat revelat per complet, segons es diu. Aquests manuscrits van ser trobats fa anys, i es diu que s'hi troben una sèrie de profecies, així com relats alternatius de la Gènesi. Un d'ells seria la història que la primera dona d'Adam va ser Lilith, que va acabar sent expulsada de l'Edèn pel seu comportament, i substituïda per Eva, produint llavors la història narrada tradicionalment, amb l'excepció que d'alguna manera, Eva no és la mare dels humans, sinó Lilith, com s'esmenta abans.
Durant el transcurs d'aquesta sèrie es dona a entendre que només uns quants controlen el món, i pretenen fer el Tercer Impacte per als seus propis propòsits: en Gendo Ikari per retrobar-se i unir-se per sempre amb la seva difunta dona Yui Ikari i SEELE per unir a tota la humanitat com una sola i obtenir el poder del món.
Encara que la sèrie i, per tant, aquesta pel·lícula pot semblar trivial a primera vista, té un plantejament força profund, i sol ser difícil comprendre'l en la seva totalitat.

## Banda sonora
La banda sonora de La fi d'Evangelion va ser composta per Shiro Sagisu. A la pel·lícula s'hi poden trobar seleccions de la música de Johann Sebastian Bach. L'episodi 25' té el títol japonès d'Aire, sent anomenat després Air on the G String, que sona durant l'episodi. Entre les altres peces s'inclouen Suite No. 1 en sol major (I. Prélude), Jesus, alegria dels homes (transcrita per a piano i més tard tocada una altra vegada amb instruments de corda als crèdits finals), i el Canon de Pachelbel.
Entre altres cançons inserides també hi ha "Komm, Süsser Tod" (Vine, dolça mort), una cançó optimista en què el cantant descriu les seves motivacions per al suïcidi (que apareix a la pel·lícula al principi), i "THANATOS -If I Can't Be Yours", que sona tant en els crèdits finals i els crèdits de l'episodi 25'(la cançó es basa en "THANATOS", una peça de música de fons utilitzada a la sèrie).

## Red Cross Book
El Red Cross Book (RCB) és el nom no oficial d'un fullet japonès que va ser venut als cinemes en el moment de l'estrena de la pel·lícula.
El llibre va ser imprès en Din A-4, amb la tapa que consistia en una creu de Sant Jordi, sobre un fons negre i el títol de la pel·lícula imprès.
El llibre és essencialment un glossari, escrit per Gainax i diversos membres tant de la sèrie Evangelion com de la pel·lícula. Hi surten molts dels termes utilitzats en la sèrie de televisió, el manga, i les dues pel·lícules. També incloïa una entrevista amb Tsurumaki, un llistat dels actors de doblatge i breus assaigs escrits per ells en els seus respectius personatges, curtes biografies, comentaris sobre la sèrie de televisió i la producció de les pel·lícules, i una secció de "Notes".